# Ludmila Pechmanová-Klosová
Ludmila Pechmanová-Klosová, též Luďka Pechmanová (13. července 1885 Královské Vinohrady – ???), byla československá politička a meziválečná poslankyně Národního shromáždění za Československou stranu národně socialistickou.

## Biografie
Podle údajů k roku 1929 byla profesí poštovní úřednicí v Praze.
V parlamentních volbách v roce 1920 se stala za Československou stranu (národně) socialistickou poslankyní Národního shromáždění a mandát obhájila v následujících volbách, tedy v parlamentních volbách v roce 1925 i parlamentních volbách v roce 1929.